# Embrace the Emptiness
Embrace the Emptiness (в превод: Прегърни празнотата) е музикален албум на метъл групата Evoken, издаден през 1998 година. Участници в албума са Джон Парадисо (вокал, китара), Ник Орландо (китара), Стив Моран (бас), Винс Веркай, Дарио Дерна (клавиши) и Чарлз Лем.
Албумът включва 7 парчета:
1. Intro – 03:22
2. Tragedy Eternal – 09:52
3. Chime the Centuries End – 09:45
4. Lost Kingdom of Darkness – 11:52
5. Ascend into the Maelstrom – 09:53
6. To Sleep Eternally – 12:49
7. Curse the Sunrise – 12:57